# Fredrik Vilhelm von Hessenstein
Fredrik Vilhelm von Hessenstein (født 17. marts 1735 på Vestberga i Stockholm, død 27. juli 1808 på Panker i Holsten) var den ældste søn af kong Frederik 1. af Sverige og hans elskerinde Hedvig Taube von Hessenstein. Frederik 1. var konge af Sverige-Finland 1720–1751, og han var regerende landgreve af Hessen-Kassel i 1730–1751.
Fredrik Vilhelm von Hessenstein var soldat og civil administrator. I 1757–1762 deltog han i Den pommerske Krig, og han var Generalguvernør i Svensk Forpommern fra 1776 til 1791. 

## Titler
Fredrik Vilhelm var svensk greve fra 1742, og han blev titulær svensk fyrste i 1785 (dog blev han aldrig introduceret på Riddarhuset). Allerede i 1741 var han blevet tysk–romersk rigsgreve, og i 1772 blev han også tysk–romersk rigsfyrste.
Han fik en række militære titler. I 1747 blev han titulær oberst, i 1756 blev han generalmajor, i 1759 blev han generalløjtnant, og i 1770 blev han general. I 1773 sluttede han som titulær svensk Feltmarskal.
Ved Sværdordenens indstiftelse i 1748 blev Fredrik Vilhelm ridder og kommandør med det store kors i denne orden. I 1755 blev han også ridder og kommandør af Serafimerordenen.

## Sidste år
I 1791 forlod Fredrik Vilhelm statstjenesten, og han slog sig ned på godset Panker i Holsten. På dette tidspunkt havde han overlevet både sine forældre og sine søskende. 
I 1739 havde kong Frederik 1. af Sverige købt Panker og nogle nærliggende godser i Holsten. Dermed sikrede han forsørgelsen af sine børn med Hedvig Taube von Hessenstein. Fredrik Vilhelm var ugift, og hans søskende var døde, derfor bestemte han i sit testamente, at Panker skulle være et Fideikommis til gavn for landgreverne af Hessen-Kassel.
Den første, der nød godt af testamentet, var den titulære landgreve Carl af Hessen-Kassel  (1744-1836), der gennem sin hustru og børn blev nært beslægtet med det danske kongehus. Fra 1836 til 1845 var det Carls søn Frederik af Hessen-Kassel (1771-1845), der administrerede Panker.
Carl af Hessen-Kassel var dansk statholder af Slesvig og Holsten fra 1769 til 1836. Om vinteren boede han som regel på Gottorp Slot, der var tjenestebolig for statholderen. Om sommeren flyttede han og familien til Louisenlund eller til Arresødal. I kortere perioder opholdt Carl af Hessen i Norge.
Mens Carl opholdt sig andre steder, var Pankers hovedbygning (Slottet Panker) ofte uden beboere. Carls søn Frederik af Hessen-Kassel døde på Panker i 1845. Godsets landbrug passet også i de perioder, hvor hovedbygningen stod tom.